# Dalea dispar
Dalea dispar är en ärtväxtart som beskrevs av Conrad Vernon Morton. Dalea dispar ingår i släktet Dalea, och familjen ärtväxter. Inga underarter finns listade i Catalogue of Life.